# Sonne (chanson)
Pour les articles homonymes, voir Sonne.
Ne doit pas être confondu avec Sonne (rivière).
Pistes de Mutter
Links 2 3 4
(2) Ich will
(4)
Sonne est le titre d'une des chansons du groupe Rammstein. Elle apparait dans l'album Mutter. Elle a été interprétée lors de Völkerball. Le mot "Sonne" signifie "soleil" en allemand.

## Présentation
Dans le clip de la chanson, les membres du groupe incarnent les sept nains, dominés par une Blanche-Neige tyrannique, qui leur donne la fessée lorsqu'ils ne rapportent pas assez d'or. Plus tard dans le clip, elle meurt d'une overdose. Toujours dans le clip, les séquences correspondant aux couplets, montrant la tyrannie de Blanche-Neige alternent avec des séquences correspondants aux refrains, montrant les membres du groupe travaillant dans une mine avec des marteaux piqueurs.
L'actrice qui joue le rôle de blanche neige est une actrice russe du nom de Yulia Stepanova (Joulia Stepanova). 
Cette chanson porte le nom de "Klitschko" lors des répétitions organisées par le groupe au Knaack Club de Berlin le 16/04/2000 avant le Mütter Tour . Ce titre laisse à supposer que la volonté de Till Lindemann en écrivant la chanson était d'évoquer un match du boxeur Wladimir Klitshko. Cette version est d'ailleurs coroborée par les propos de Till dans le making-of du clip.
Le clip a été réalisé sur une idée originale de Oliver Riedel qui s'était amusé à monter des images de dessins animés sur la chanson, idée développée par le réalisateur du clip, Joern Heitmann.

## Prestations scéniques
- Pendant le refrain, d'immenses flammes de plusieurs mètres de haut jaillissent de l'avant scène. Plus le refrain avance plus il y a de flammes.